# Colegio de Música de Londres
El Colegio de Música de Londres (London College of Music es su nombre oficial en inglés) es una escuela musical en Inglaterra. El conservatorio fue fundado en 1887 y estuvo situado en el centro de Londres hasta al 1991, cuando se trasladó a Ealing, una zona en el oeste de Londres, y se afilió a la Universidad del Oeste de Londres. 
El colegio imparte enseñanza acerca de todos los aspectos de la música clásica occidental, del jazz y de la tecnología musical. 
El departamento de exámenes externos, London College of Music Examinations (LCM Examinations), tiene sucursales en casi todo el mundo: en Europa, Asia, África, América del Sur y América del Norte.